# Pavel Rosa
Pavel Rosa (Most, 7 giugno 1977) è un ex hockeista su ghiaccio ceco.